# Pseudoeurycea papenfussi
La salamandra escaladora (Pseudoeurycea papenfussi) es una especie de anfibio caudado (salamandras) de la familia Plethodontidae.
Es endémica de México.
Sus hábitats naturales incluyen bosques tropicales o subtropicales secos y zonas rocosas.
Está amenazada de extinción debido a la destrucción de su hábitat.